# Agrotis radius
Agrotis radius är en fjärilsart som beskrevs av Adrian Hardy Haworth 1803. Agrotis radius ingår i släktet Agrotis och familjen nattflyn. Inga underarter finns listade i Catalogue of Life.